# Bwisi
Bwisi (auch Ibwisi und Mbwisi) ist eine Bantusprache und wird von circa 4250 Menschen in der Republik Kongo und in Gabun gesprochen (Zensus 2000).
Sie ist in der Republik Kongo in der Region Niari im Distrikt Kibangou mit circa 3020 Sprechern und in Gabun in der Provinz Nyanga um Ndende an der Grenze zur Republik Kongo mit circa 1230 Sprechern verbreitet.

## Klassifikation
Bwisi ist eine Nordwest-Bantusprache und gehört zur Sira-Gruppe, die als Guthrie-Zone B40 klassifiziert wird.